# Les Aventures de Shark Boy et Lava Girl
Pour plus de détails, voir Fiche technique et Distribution.
Les Aventures de Shark Boy et Lava Girl ou Les Aventures de Shark Boy et Lava Girl en 3-D au Québec (The Adventures of Sharkboy and Lavagirl in 3-D) est un film américain réalisé par Robert Rodriguez, sorti en 2005. Le film utilise le même anaglyphe 3D que Spy Kids 3 : Mission 3D, par le même réalisateur.

## Synopsis
Max, un jeune garçon de 11 ans décide de s'inventer un monde imaginaire pour s'évader de sa difficile vie quotidienne. Il sera accompagné dans un voyage extraordinaire par Shark Boy, un jeune garçon mi-homme, mi-requin, et par Lava Girl, une fille ayant le pouvoir de faire fondre ce qu'elle touche. Une grande aventure les attend...

## Fiche technique
- Tire original : The Adventures of Sharkboy and Lavagirl
- Titre français : Les Aventures de Shark Boy et Lava Girl
- Titre québécois : Les Aventures de Shark Boy et Lava Girl en 3-D
- Réalisation : Robert Rodriguez
- Scénario : Robert Rodriguez, Marcel Rodriguez, d'après une histoire de Racer « Max » Rodriguez
- Directeur artistique : Steve Joyner, Jeanette Scott, Christopher Stull
- Décors : Steve Joyner (chef décorateur), David Hack, Jeanette Scott
- Costume : Nina Proctor
- Photographie : Robert Rodriguez
- Montage : Robert Rodriguez
- Musique : John Debney, Graeme Revell, Robert Rodriguez
- Production : Robert Rodriguez, Elizabeth Avellan, Bob Weinstein (exécutif), Harvey Weinstein (exécutif)
- Sociétés de production : Troublemaker Studios, Dimension Films, Columbia Pictures
- Distribution :  Dimension Films,  Gaumont TriStar Columbia Films
- Budget : 50 millions $[1]
- Pays d'origine : États-Unis
- Langue : anglais
- Format : Couleur - 1.85 : 1
- Genre : Comédie, Film de fantasy
- Durée : 93 minutes
- Dates de sortie :
  -  États-Unis : 10 juin 2005
  -  France : 17 août 2005

## Distribution
- Taylor Lautner (VF : Maxime Baudouin ; VQ : Xavier Dolan) : Shark Boy
- Taylor Dooley (VF : Florine Orphelin ; VQ : Catherine Brunet) : Lava Girl
- Cayden Boyd (VF : Maxime Nivet ; VQ : François-Nicolas Dolan) : Max
- David Arquette (VF : Pierre Tessier) : le père de Max
- Kristin Davis (VF : Claire Guyot) : la mère de Max
- George Lopez (VF : Pascal Casanova) : Mr. Electricidad / Mr. Electric
- Jacob Davich (VF : Kevin Sommier) : Linus / Minus
- Sasha Pieterse (VF : Camille Islert ; VQ : Sarah-Jeanne Labrosse) : Marissa, fille de Mr. Electricidad / la Princesse des Glaces
- Rico Torres (VF : Antoine Tomé) : le père de Shark Boy
- Rebel Rodriguez : Shark Boy, à 5 ans
- Racer Rodriguez : Shark Boy, à 7 ans
- Rocket Rodriguez : Lug
- Marc Musso : l'enfant dans la classe no 1
- Shane Graham : l'enfant dans la classe no 2
- Tiger Darrow : l'enfant dans la classe no 3

## Production

### Genèse du projet
Âgé de sept ans, l'un des fils de Robert Rodriguez, Racer, imagine un jeune héros vivant dans un monde imaginaire.

« Racer nageait en rond en criant : "Je suis Shark Boy, tu devrais faire un film sur un garçon-requin, et ce serait moi qui le jouerais !" Nous avons décidé de faire un livre pour enfants à partir de ce personnage – je voulais lui montrer comment tout démarre à partir d'une simple idée, et que si on continue à y penser, à l'enrichir, elle va se développer et s'approfondir pour donner naissance à quelque chose d'encore plus grand. Je l'ai aussi encouragé à créer un personnage féminin. Je lui ai demandé ce qu'il aimait en dehors des requins. Il a réfléchi un moment et m'a dit "la lave". Il a aussi imaginé le méchant, Mr. Electric, et une planète aussi étrange que ludique... »

— Robert Rodriguez
Séduit par tout cet univers, le réalisateur décide ensuite d'en faire un film. Robert Rodriguez écrit alors un scénario, avec l'aide de son frère Marcel. Il met également ses autres enfants à contribution, pour développer l'univers de manière visuelle :

« Quand vous faites un film comme celui-ci, il faut essayer de remonter à l'époque où vous aviez vous-même huit ans. Mais mon fils, lui, est en plein dedans. Nous avons donc décidé de travailler dessus en famille - une famille faisant un film pour d'autres familles... Les frères de Racer sont devenus acteurs et ont aidé à dessiner les concepts visuels. Nous avons organisé des séances de brainstorming familial, où toutes les idées étaient abordées, où on faisait quantité de dessins et d'où sortaient plein de blagues et d'idées. Nous avons même inclus au film une véritable tempête de cerveaux née d'une surcharge d'imagination... C'est ce qui a rendu l'expérience si drôle : toutes les idées, même les plus folles – surtout les plus folles ! – étaient les bienvenues. »

— Robert Rodriguez

### Casting
Le casting a débuté par le personnage de Max. Le réalisateur souhaitait quelqu'un lui faisant penser à son fils Racer. Il découvre alors Cayden Boyd, un jeune acteur de 10 ans, déjà apparu dans Mystic River de Clint Eastwood et Freaky Friday : Dans la peau de ma mère de Mark Waters.

« Cayden ressemble beaucoup à mon fils par l'esprit, et même physiquement. Il est très réfléchi, c'est un garçon doux, profond, même s'il n'a que dix ans, et il a une grande créativité. Dès que je l'ai rencontré, j'ai su que c'était lui. »

— Robert Rodriguez
Racer participe également aux auditions avec son père. Il est là le jour où passent les acteurs pour les rôles de Shark Boy et Lava Girl.

« J'ai d'abord vu Lava Girl, elle s'appelait Taylor, et puis j'ai vu Shark Boy, et il s'appelait Taylor aussi ! »

— Racer Rodriguez
Pour incarner le héros Shark Boy, c'est donc le jeune acteur de 13 ans Taylor Lautner qui est choisi. Taylor a été triple champion du monde de Karaté et s'est également illustré dans la danse hip-hop et le football.

« Rien qu'en entendant le titre et les noms Shark Boy et Lava Girl, je savais qu'il était question de super héros et ça m'intéressait. Ensuite, j'ai lu le scénario, et Shark Boy m'a vraiment plu parce que ce n'est pas un simple super héros, il a une vie, il cherche son père, il est à la fois drôle et différent. J'ai aimé que ce soit un super athlète. J'ai aussi bien aimé que ce soit un père et un fils qui aient pensé ensemble toute cette histoire. Et c'est drôle quand dans le film, on est dans le monde réel et qu'à la seconde suivante, on est dans le monde des rêves ! »

— Taylor Lautner
Taylor Dooley est choisie pour incarner Lava Girl, alors qu'elle n'a jamais joué au cinéma. Elle a seulement fait quelques publicités.

« Le scénario m'a tout de suite plu parce qu'il m'a rappelé toutes les aventures que j'adorais quand j'étais plus jeune. Il parle aussi de l'importance du rêve. Et en plus, les films Spy Kids étaient mes films préférés ! (…) Le fait que tout cela soit issu de l'esprit d'un enfant de sept ans m'a enthousiasmée. C'est vraiment la preuve qu'il faut croire en la puissance de l'imagination ! »

— Taylor Dooley
Robert Rodriguez offre aussi à son fils Racer un rôle moins important, celui de Shark Boy âgé de 7 ans. Ses autres fils Rocket et Rebel jouent respectivement Lug et Shark Boy à 5 ans.
Quelques acteurs adultes apparaissent au casting, notamment Kristin Davis, connue pour son personnage de Charlotte York dans la série Sex and the City.
Exceptionnellement, Robert Rodriguez ne s'entoure pas de sa bande d'acteurs habituels (Antonio Banderas, Salma Hayek, Danny Trejo, Cheech Marin...). Ici, seul David Arquette a déjà travaillé avec lui, en 1994, pour le téléfilm Roadracers.

### Tournage
Le film a été tourné à Austin au Texas, principalement dans les studios personnels de Robert Rodriguez.

### Réception

#### Accueil critique
Le film a principalement reçu des critiques très négatives, atteignant un pourcentage de 20 % d'opinions favorables sur Rotten Tomatoes, notamment en raison de la qualité médiocre de la 3D.

#### Box-office
Aux États-Unis, le film engrange 12 582 088 dollars le premier week-end dans 2 655 salles. Le film ne sera pas un gros succès, totalisant seulement 39 177 541 dollars aux États-Unis et 30 248 282 dans le monde, pour un total de 69 425 966 dollars.

#### Problème judiciaire
Le catcheur de la Total Nonstop Action Wrestling Dean Roll, dont le surnom est Shark Boy, a poursuivi en justice Miramax Films en juin 2005 pour utilisation de son nom et a ainsi demandé des dommages-intérêts, mais l'affaire a finalement été close en avril 2007.

## Bande originale
Bandes originales par Robert Rodriguez
Sin City
(2005) Planète Terreur
(2007)
La bande originale a été composé par Robert Rodriguez, avec la collaboration de John Debney et Graeme Revell, avec lesquels il a réalisé la musique de son précédent film, Sin City. les jeunes acteurs du film Taylor Lautner et Taylor Dooley participent à la bande son ainsi que la chanteuse Gwen Stefani.
Liste des titres
1. "The Shark Boy" (Robert Rodriguez/John Debney) – 3:47
2. "The Lava Girl" (Robert Rodriguez) – 1:28
3. "Max's Dream" (Robert Rodriguez) – 1:37
4. "Sharkboy and Lavagirl Return" (Robert Rodriguez) – 1:44
5. "Planet Drool" (Robert Rodriguez) – 2:12
6. "Mount Never Rest" (Graeme Revell) – 2:35
7. "Passage of Time" (Robert Rodriguez, Carl Thiel) – 1:30
8. "Mr. Electric" (Graeme Revell) – 1:09
9. "Train of Thought" (John Debney) – 2:01
10. "Dream Dream Dream Dream (Dream Dream)" (Robert Rodriguez) – 1:54
  - Interprété par Taylor Lautner
11. "Stream of Consciousness" (John Debney) – 1:33
12. "Sea of Confusion" (John Debney) – 3:04
13. "The LaLa's" (Nicole Weinstein) – 1:09
14. "The Ice Princess" (Robert Rodriguez/John Debney) – 2:51
15. "Sharkboy vs. Mr. Electric" (Graeme Revell) – 0:55
16. "Lavagirl's Sacrifice" (Robert Rodriguez) - 2:10
17. "The Light" (Robert Rodriguez) – 2:21
18. "Battle of the Dreamers" (Robert Rodriguez) – 1:21
19. "Mr. Electric on Earth" (Graeme Revell) – 1:15
20. "Unplugged...Literally" (Robert Rodriguez/John Debney) – 1:12
21. "The Day Dreamer" (Robert Rodriguez/John Debney) – 1:29
22. "Sharkboy and Lavagirl" (Robert Rodriguez) – 4:09
  - Interprété par Taylor Dooley & Gwen Stefani

## Distinctions

### Récompense
- Austin Film Critics Association Awards 2006 : pire film (ex æquo avec Be Cool)[5]

### Nominations
- Imagen Foundation Awards 2006 : meilleur film, meilleur réalisateur pour Robert Rodriguez
- Young Artist Awards 2006 : meilleur jeune acteur dans un film dramatique ou une comédie pour Taylor Lautner, meilleure jeune actrice dans un film dramatique ou une comédie pour Taylor Dooley